# Salinas de Marchamalo y playa de Las Amoladeras

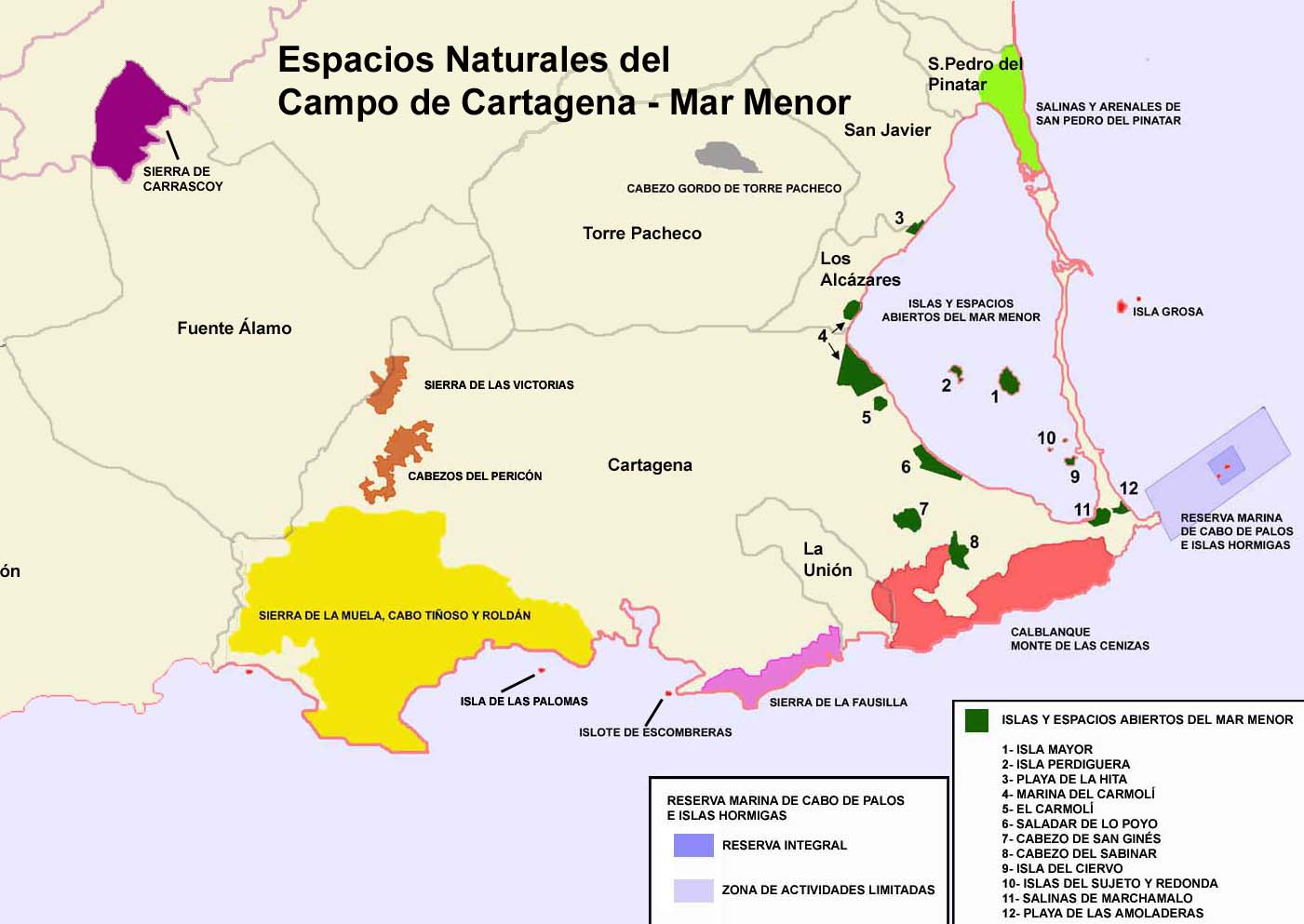
Situación de las salinas de Marchamalo y Playa de las Amoladeras dentro de los espacios protegidos del Campo de Cartagena. Números 11 y 12 del plano.

Las salinas de Marchamalo (1.978.0000 m²) y la playa de las Amoladeras (116.000 m²) son dos pequeños espacios protegidos situados en el extremo sur de La Manga del Mar Menor, en el municipio de Cartagena  en el entorno del Mar Menor y el cabo de Palos. 
Como lugares protegidos se encuentran incluidos dentro de los denominados Espacios abiertos e islas del Mar Menor con la categoría de Parque natural, LIC y ZEPA.

## Especies vegetales

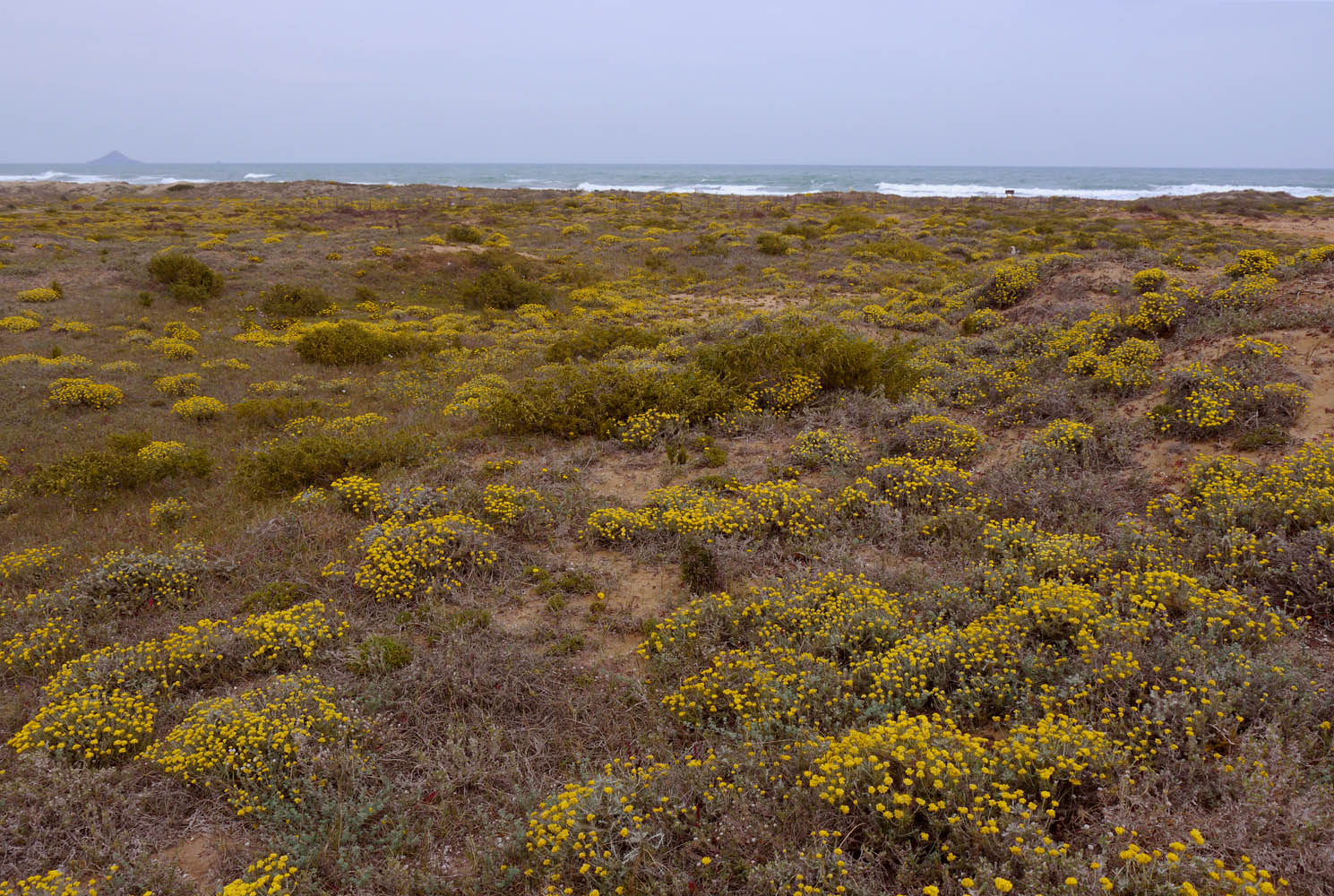
Vista de las dunas de la playa de las Amoladeras en el mes de marzo.

### Vegetación dunar
En la playa de Las Amoladeras se protege un mínimo resto de la antigua vegetación dunar que en la antigüedad cubría toda La Manga del Mar Menor, con especies propias de estos ecosistemas como el cuernecillo de mar (Lotus creticus), el barrón (Ammophila arenaria), la siempreviva amarilla (Helichrysum stoechas), la azucena marítima (Pancratium maritimum) o el cardo marítimo (Eryngium maritimum). 
En 2010 se llevaron a cabo en este espacio de las Amoladeras tareas de restauración ambiental que incluyeron la retirada de especies invasoras -acacias y agaves principalmente- y la plantación de numerosos ejemplares de sabina de las dunas (Juniperus turbinata), desaparecida de esta zona desde tiempos remotos, y lentisco (Pistacia lentiscus). Es posible encontrar también algunos ejemplares de enebro de las dunas (Juniperus macrocarpa), producto de antiguas reforestaciones en este espacio.

### Vegetación halófita de saladares
En el entorno de las salinas de Marchamalo puede encontrarse vegetación halófita propia de saladares y depresiones salinas, como la salicornia (Salicornia fruticosa), la lechuga de mar (Limonium cossonianum) o la sosa (Suaeda vera). Especialmente destacables son unos pocos ejemplares de esparraguera del Mar Menor (Asparagus macrorrhizus), una especie endémica del entorno de la laguna y en peligro crítico de extinción. En el entorno de Cabo de Palos fue citada a principios de siglo XX el almarjo (Halocnemum strobilaceum), otra especie propia de saladares, extinguida de esta zona en la actualidad.

## Fauna

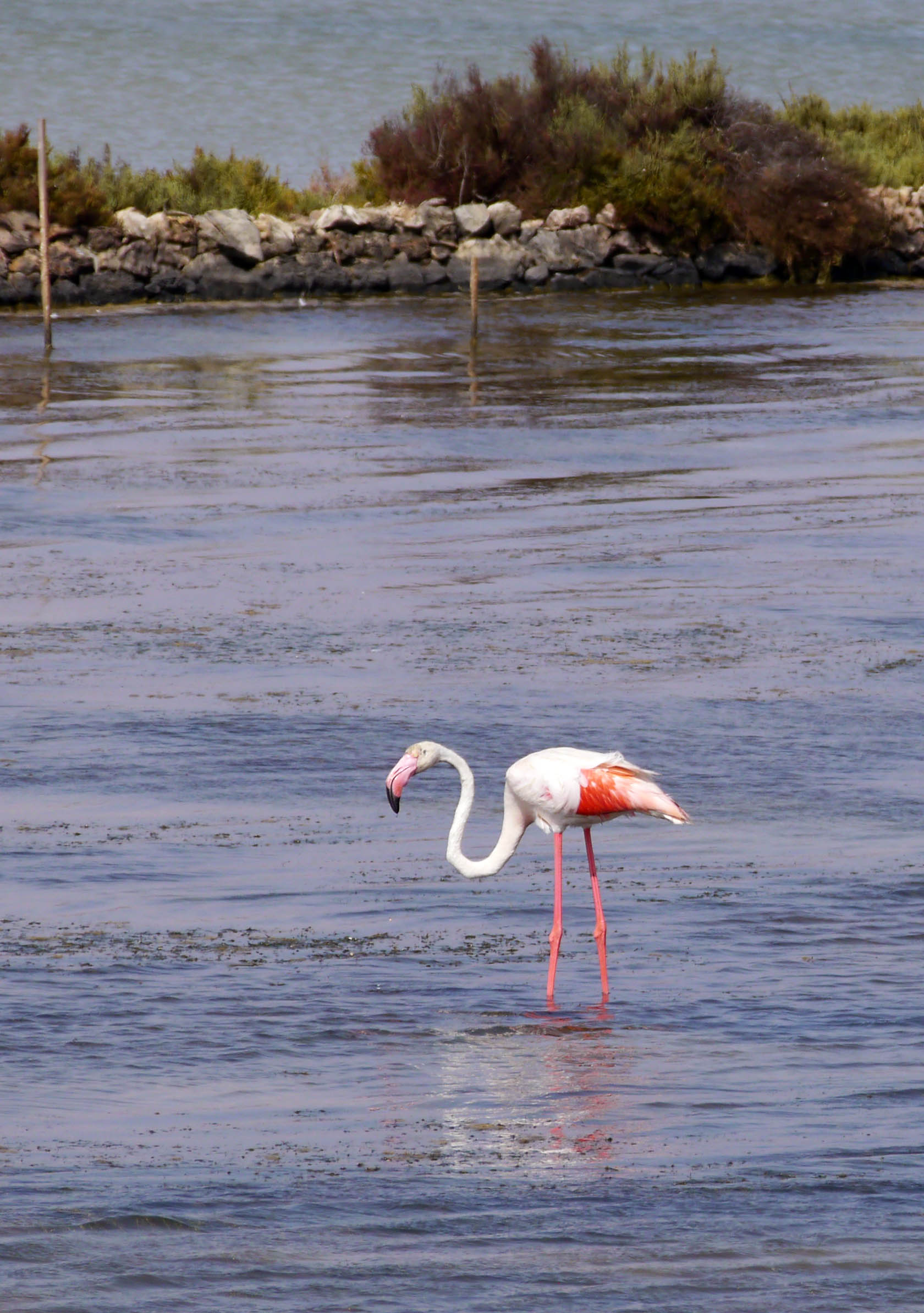
flamenco (Phoenicopterus roseus) en las salinas de Marchamalo.

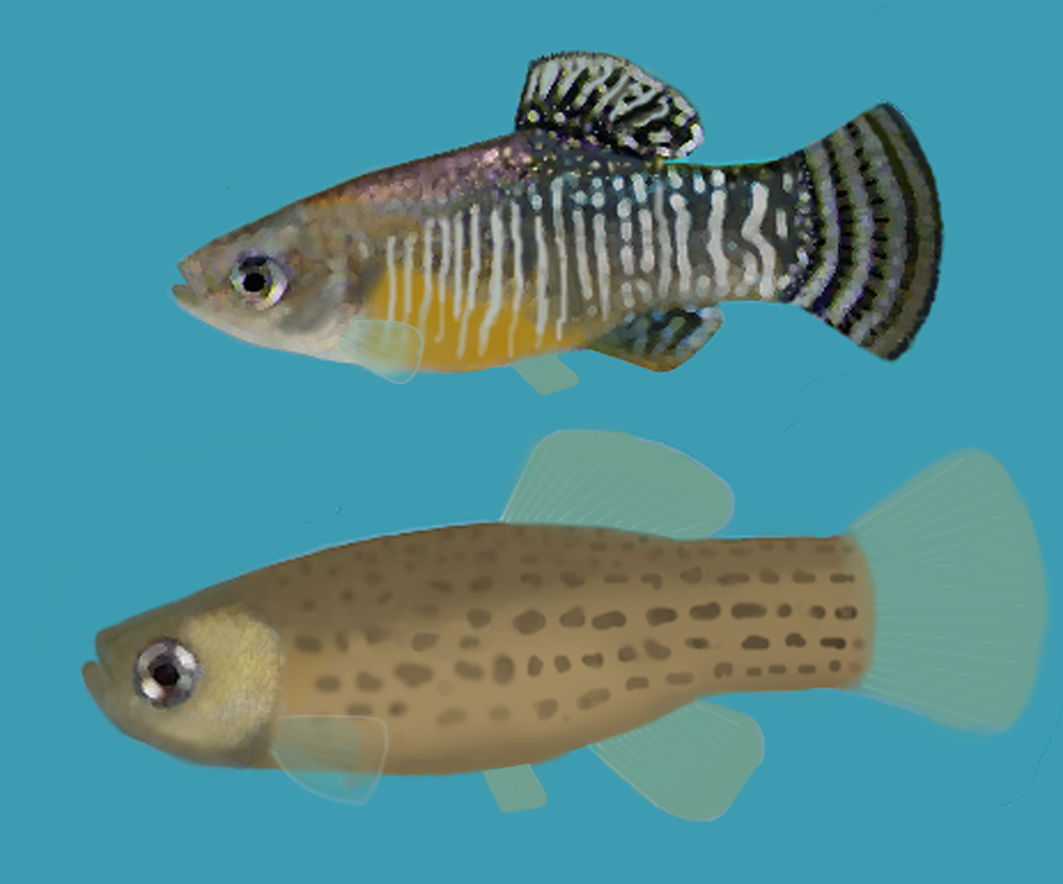
Fartet macho (arriba), hembra (abajo).

Las salinas de Marchamalo son el hábitat de un pez endémico del sureste en peligro de extinción, el fartet (Aphanius iberus). 
Asimismo, acoge poblaciones de diferentes aves acuáticas, como el flamenco (Phoenicopterus roseus), la gaviota de adouin (Larus audouinii), la garceta común (Egretta garzetta), la cigüeñuela (Himantopus himantopus), la avoceta (Recurvirostra avosetta) o el Chorlitejo (Charadrius alexandrinus).

## Galería fotográfica

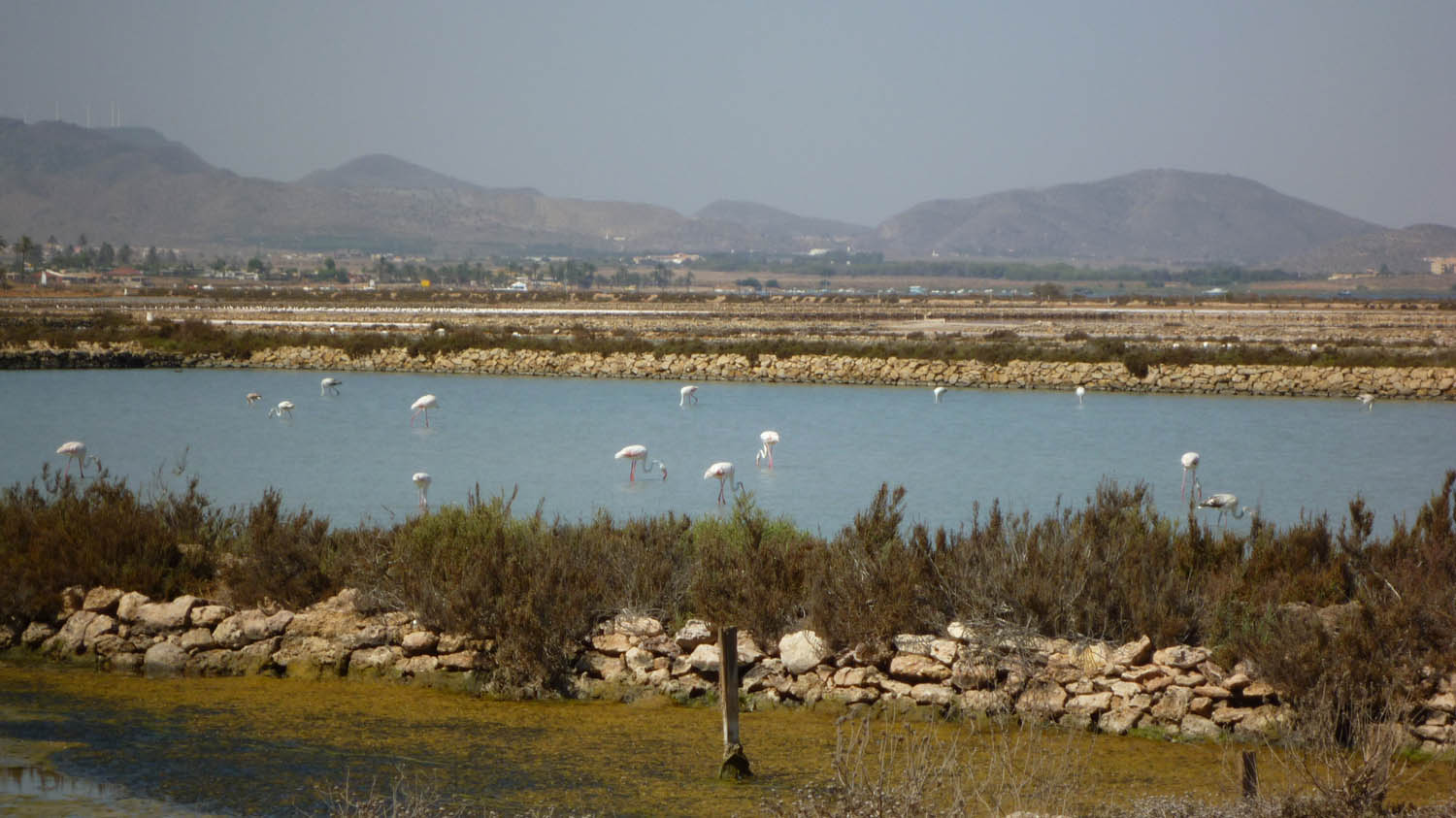
Vista de las salinas de Marchamalo con flamencos.
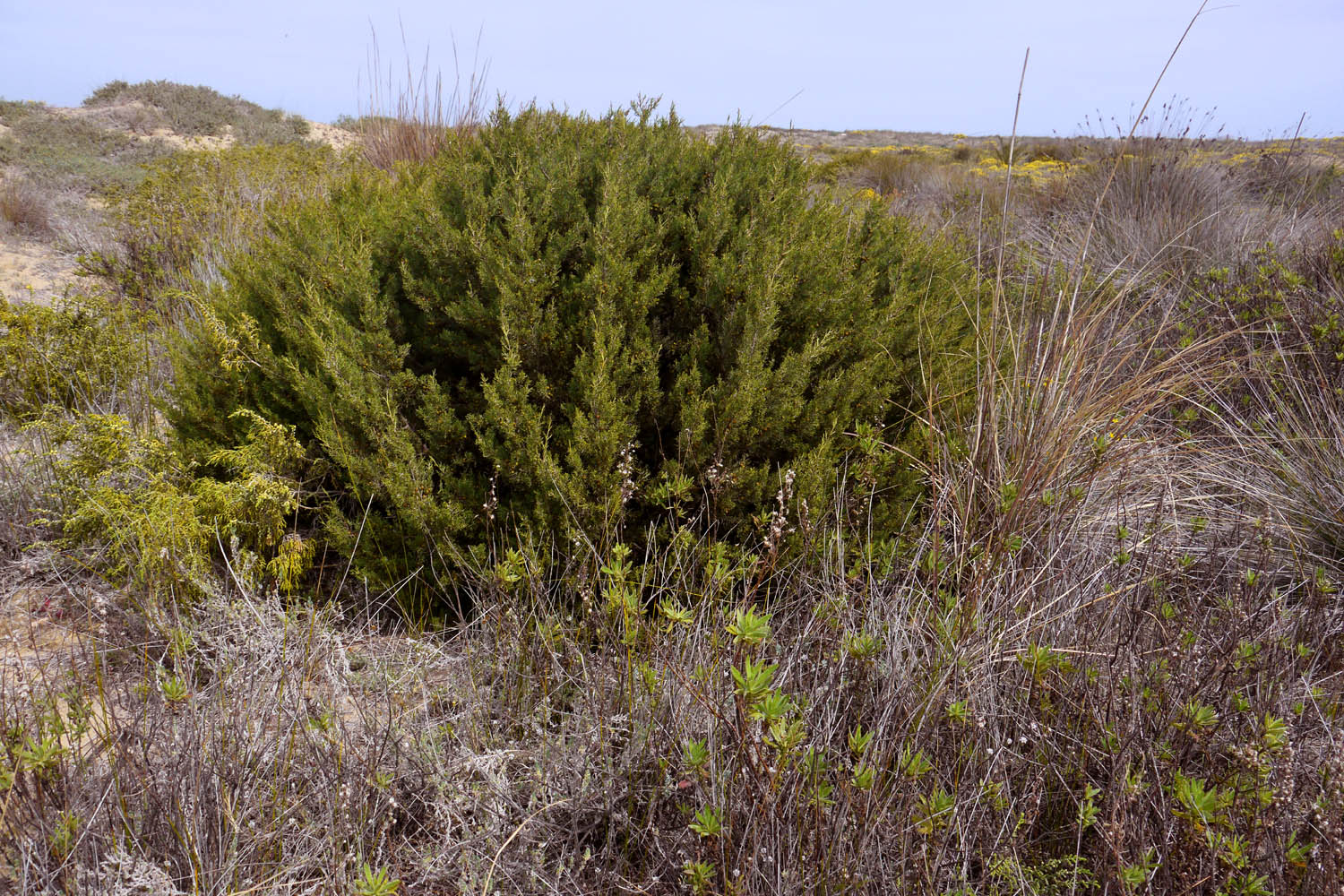
Sabina de las dunas de repoblación en la playa de las Amoladeras.
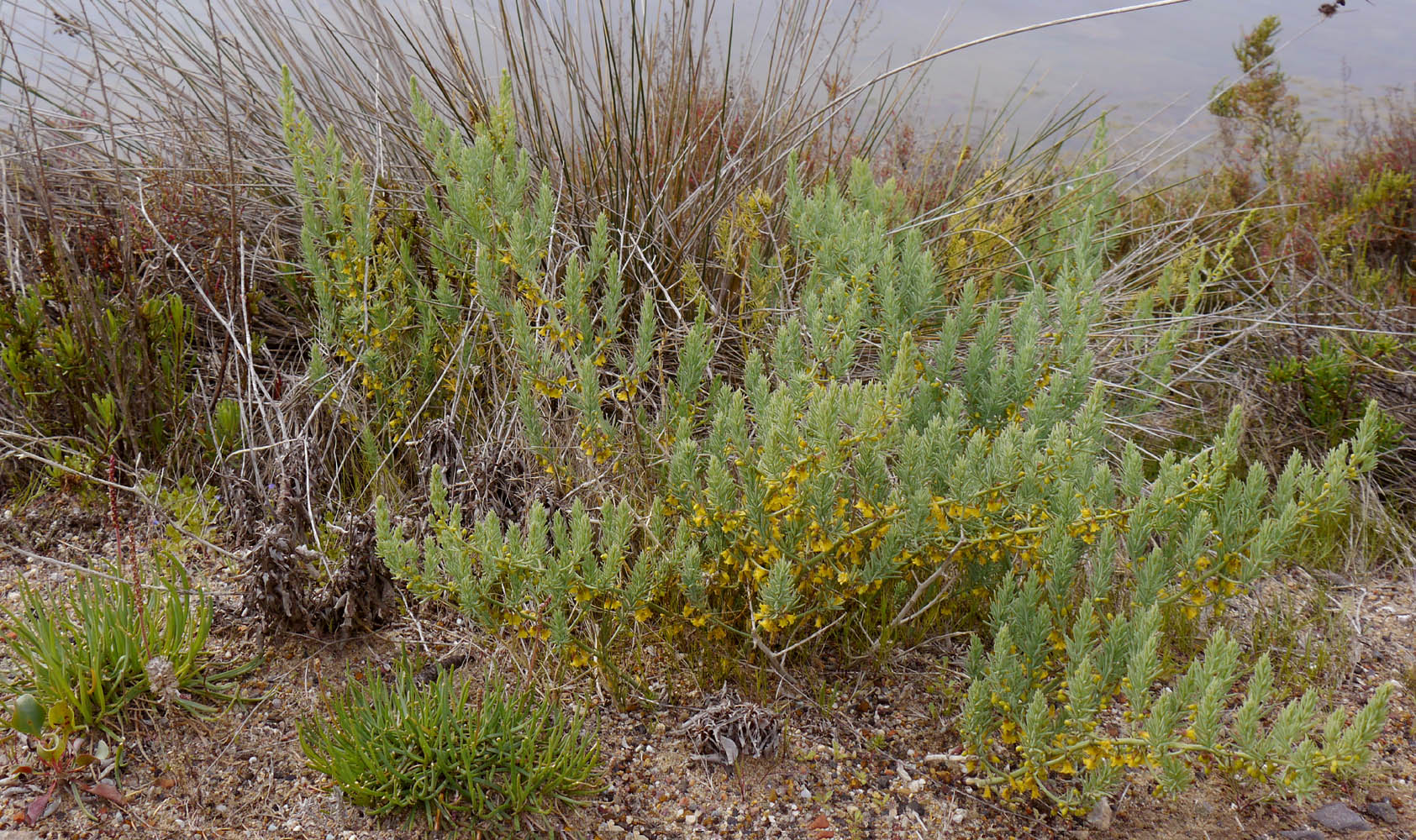
Esparraguera del Mar Menor, especie en peligro crítico de extinción.
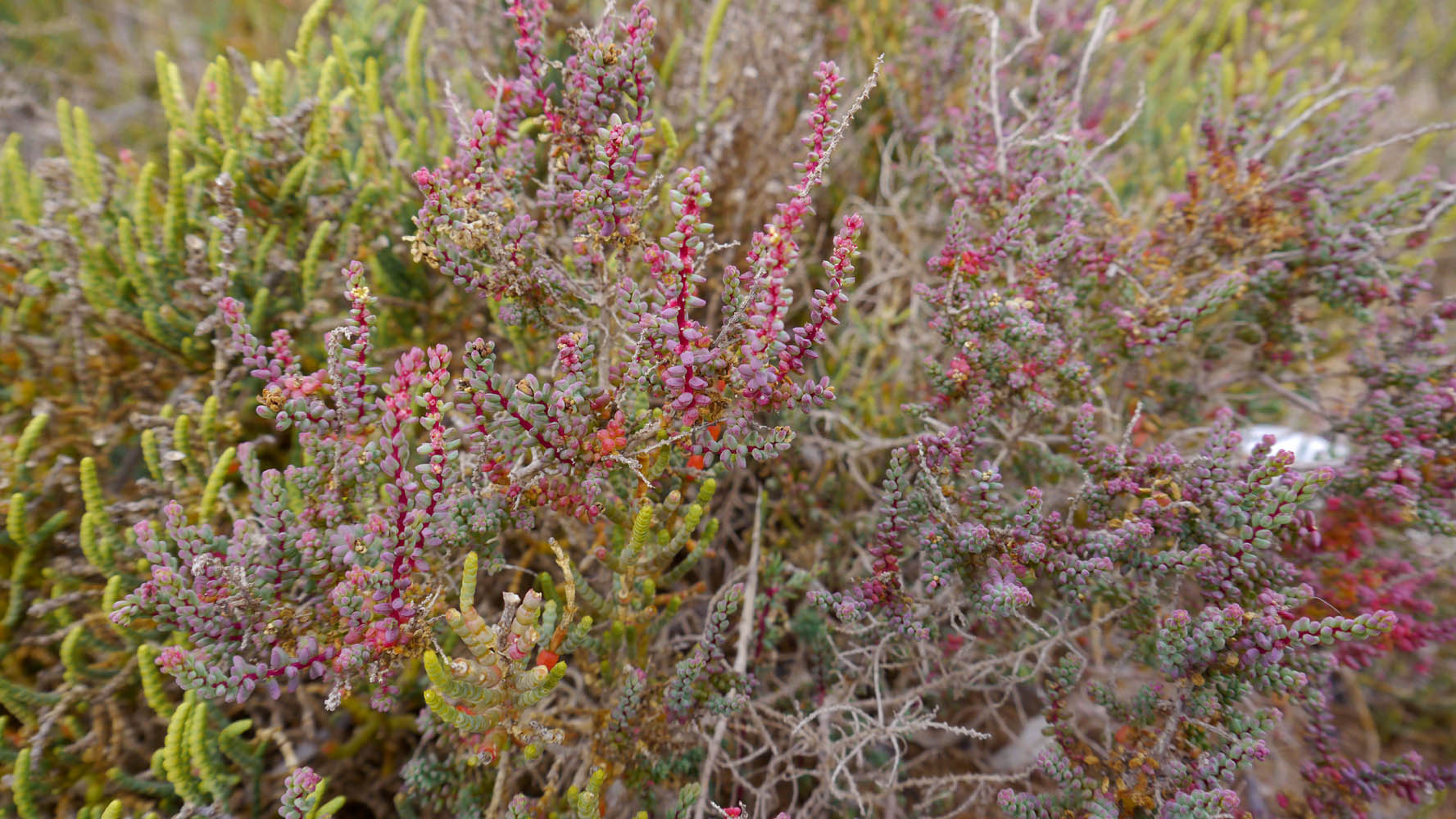
Sosa.
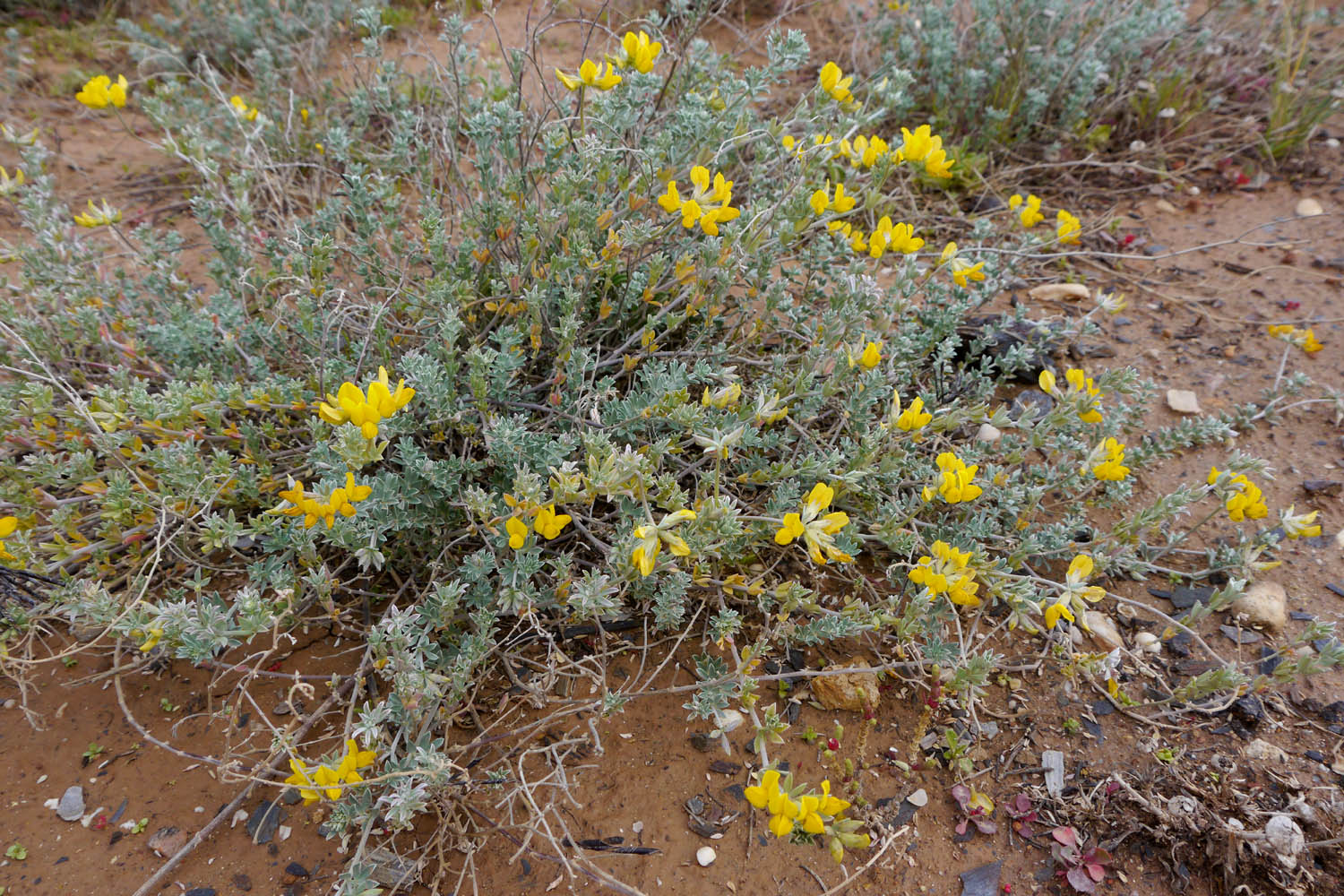
Cuernecillo de mar.
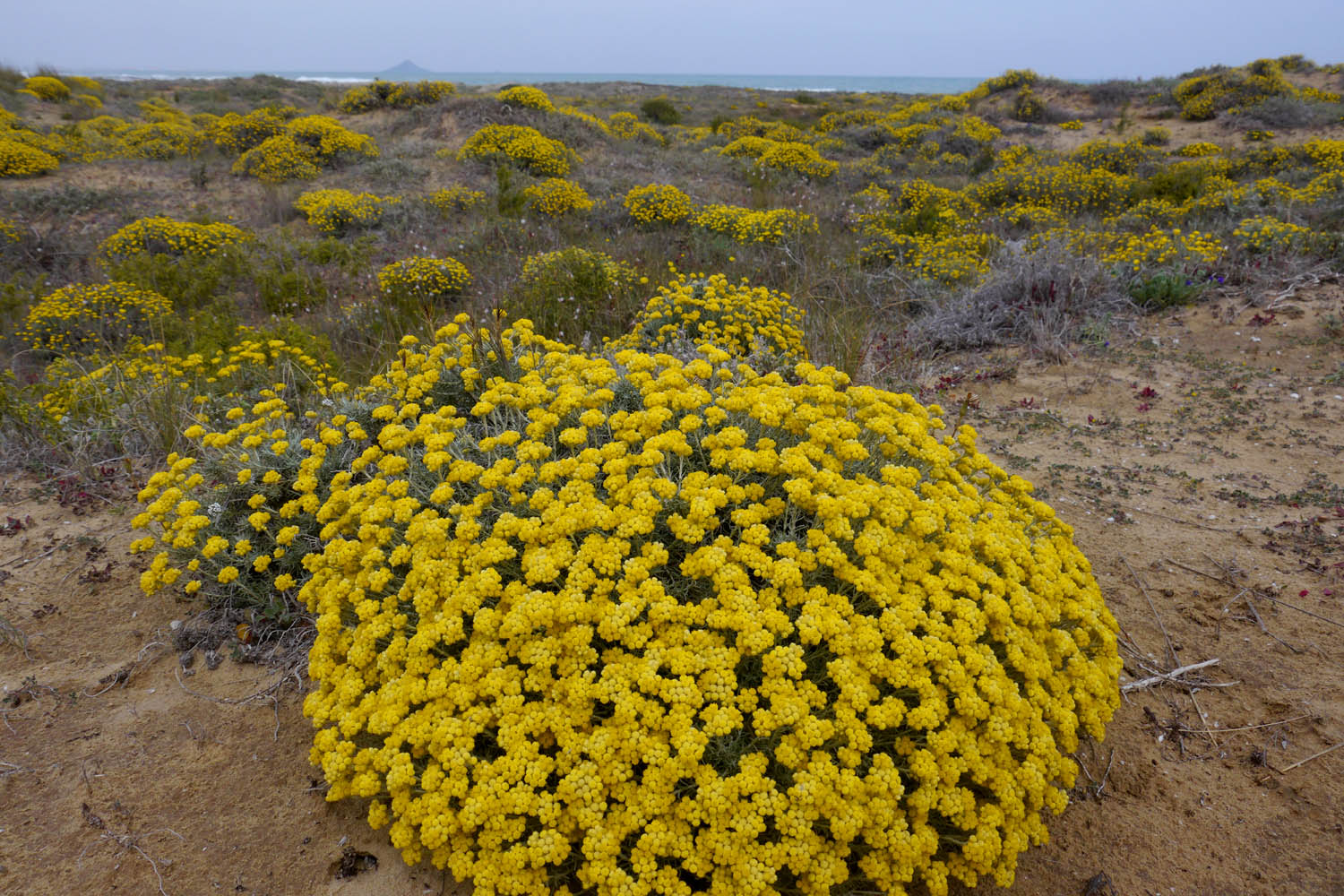
Siempreviva amarilla (Helichrysum stoechas) en las Amoladeras

## Restos arqueológicos
En la playa de las Amoladeras se ha documentado y excavado un poblamiento prehistórico, del final del neolítico y la Edad del Cobre, datado entre el 2500 y el 1800 antes de Cristo.  Dicho poblamiento, en opinión del profesor García del Toro, estaría constituido por una serie de cabañas circulares, rodeadas por un muro fortificado, similar al existente en el Cabezo del Plomo de Mazarrón. Estaría habitado por una sociedad de cazadores y recolectores, especialmente centrada en la pesca y marisqueo. Algunos objetos procedentes de las excavaciones realizadas en este espacio pueden verse en el Museo Arqueológico Municipal de Cartagena. Desde 1987 está declarado como bien de interés cultural (BIC)

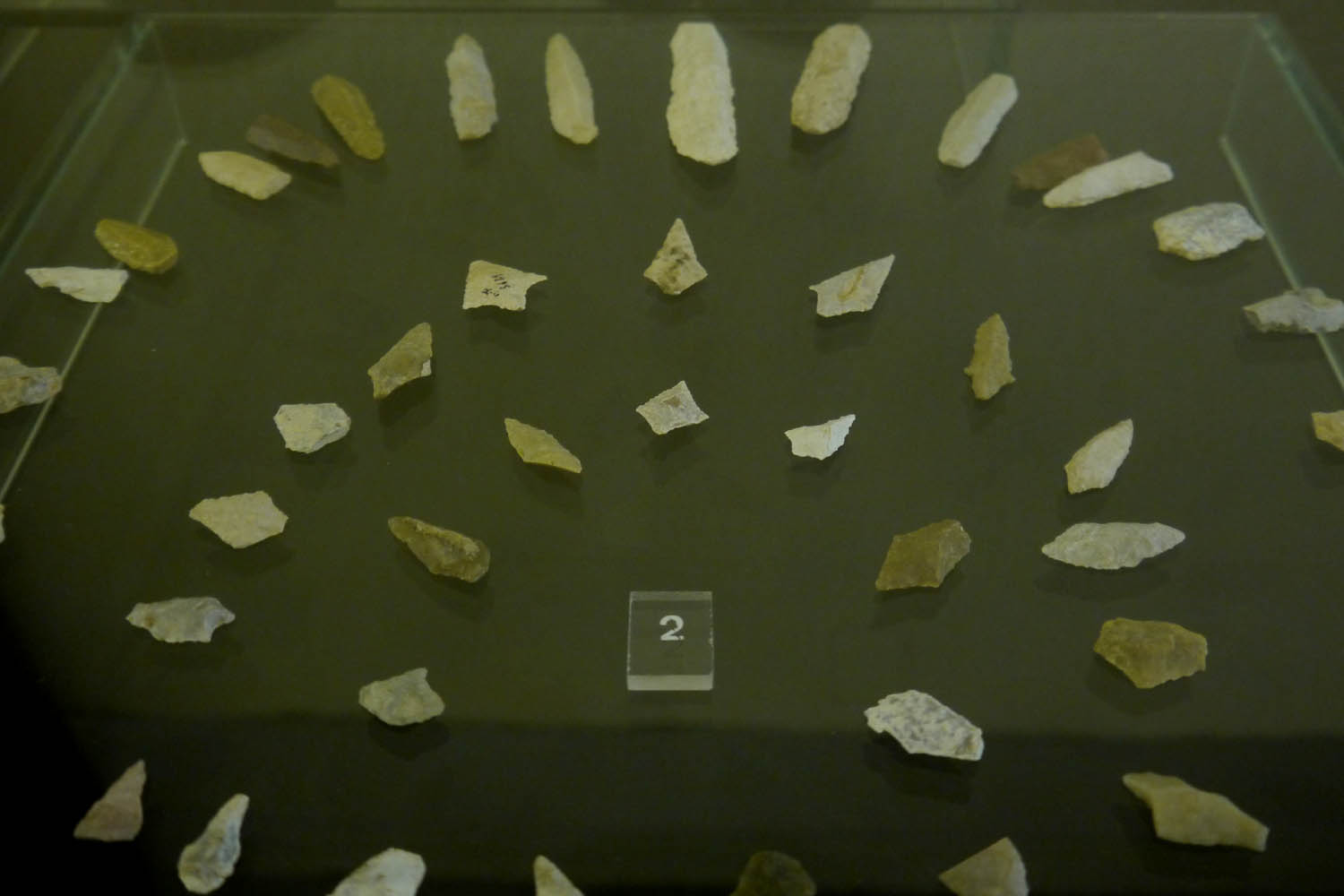
Puntas de flecha neolíticas. Museo Arqueológico Municipal de Cartagena.
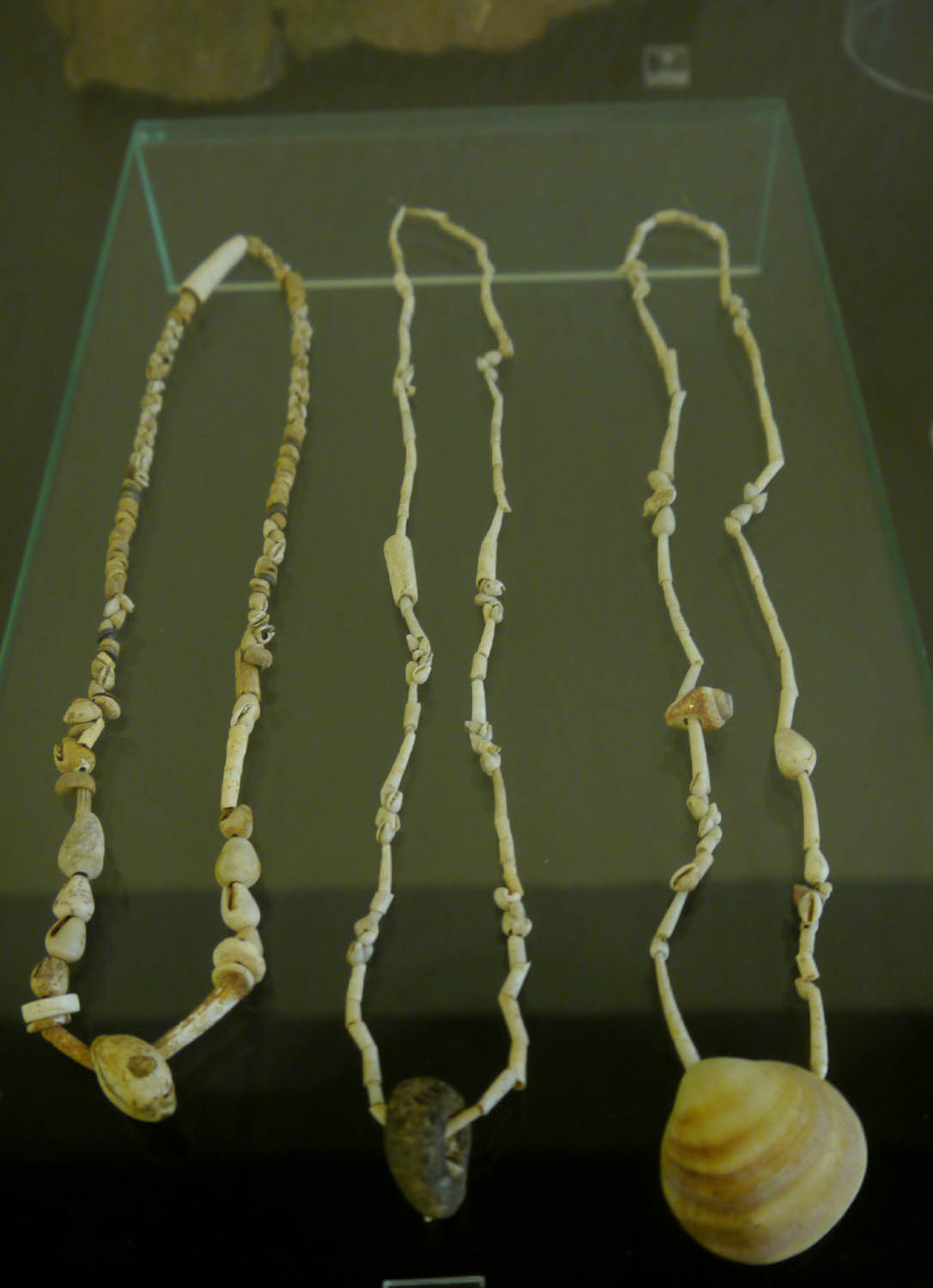
Collares neolíticos. Museo Arqueológico Municipal de Cartagena.